# Беридзе, Георгий Иванович
Георгий Иванович Беридзе (28 января 1909 — 6 июня 1983) — советский учёный в области виноделия.

## Биография
Родился 28 января 1909 года в с. Ксовриси Мцхетского района, Кутаисская губерния, Российская империя.
Окончил Грузинский сельскохозяйственный институт (1934). Член ВКП(б)/КПСС с 1939 года.
В 1934—1941 на производственной, научно-исследовательской и педагогической работе.
В 1941—1943 служил в РККА, участник Великой Отечественной войны. Воевал командиром стрелковой роты 826 стрелкового полка 398 стрелковой дивизии. Награждён боевым орденом Красной Звезды (1942) за успешные действия роты в бою за железнодорожный узел при освобождение Керчи, был тяжело ранен.
С 1943 по 1996 заведующий отделом виноделия Грузинского НИИВиВ. Одновременно главный винодел «Самтреста» (1958—1965), заместитель директора по научной части Груз. НИИВиВ (1964—1973).
Доктор технических наук (1955, тема диссертации «Технология и энобиохимическая характеристика качественных вин Грузии»), профессор (1955), заслуженный деятель науки и техники Грузинской ССР (1961).
Награждён орденами Ленина, Трудового Красного Знамени, Красной Звезды (1942), Орденом Отечественной войны 2 степени (1985).

## Труды
Автор 3 монографий, более 120 научных трудов по вопросам технологии и химии грузинских вин, шампанского и коньяков. Получил 10 авторских свидетельств на изобретения.
Сочинения:
- Технология и энохимическая характеристика вин Грузии / Акад. наук Груз. ССР. Ин-т виноградарства и виноделия. — Тбилиси: Изд-во Акад. наук Груз. ССР, 1956. — 407 с.
- Вина Грузии. — Тбилиси : Сабчота Сакартвело, 1962. — 263 с. : ил.; 27 см.
- Вина и коньяки Грузии / Трест винодельческой пром-сти Грузии «Самтрест». — Тбилиси: Сабчота Сакартвело, 1965 — 363 с.
- Натуральные полусладкие вина Грузии / Проф. Г. И. Беридзе. — Тбилиси: б. и., 1959. — 44 с.
- Достижения науки в винодельческой промышленности Грузии / Проф. Г. И. Беридзе; Груз. науч.-техн. о-во пищевой пром-сти. Секция винодельческой пром-сти. — Тбилиси: б. и., 1962. — 59 с.
- Изменение аминокислотного состава разных типов виноградных вин под влиянием ионизирующего кобальта (Доклад на V Международном биохимическом конгрессе. Москва, 10-16 августа 1961 г.) / Проф. Г. И. Беридзе, М. В. Курдгелашвили, М. Г. Сирбиладзе. — Тбилиси : Акад. наук Груз. ССР, 1961. — 16 с.
- Виноградные вина и коньяки Грузии: каталог / Г. И. Беридзе, П. Б. Азарашвили; Самтрест Совета нар. хоз-ва Грузинской ССР. — Тбилиси; Москва: Внештогриздат, 1965 — 166 с.
- Достижения науки в винодельческой промышленности Грузии / Проф. Г. И. Беридзе; Груз. науч.-техн. о-во пищевой пром-сти. Секция винодельческой пром-сти. — Тбилиси: б. и., 1962. — 59 с.
- Физико-химический состав и качество коллекционных вин / Г. И. Беридзе, Т. Г. Сихарулидзе; М-во пищевой пром-сти ГССР. Трест винодельческой пром-сти «Самтрест» — Тбилиси: Мецниереба, 1972 — 98 с.
- Технологические правила изготовления грузинских вин и коньяков / М-во пищевой пром-сти ГССР. «Самтрест». — Тбилиси: Сабчота Сакартвело, 1969. — 374 с.